# Myospila graminicola
Myospila graminicola är en tvåvingeart som först beskrevs av Carl Ludwig Doleschall 1858.  Myospila graminicola ingår i släktet Myospila och familjen husflugor. Inga underarter finns listade i Catalogue of Life.